# باول إنغلوند
باول إنغلوند (بالإنجليزية: Paul Englund)‏ هو عالم كيمياء حيوية أمريكي، ولد في 25 مارس 1938 في ورسستر في الولايات المتحدة، وتوفي في 12 يناير 2019.